# Cantón de Alajuela
Alajuela es el cantón número 1 de la provincia de Alajuela, Costa Rica. Está localizado en el Valle Central del país. Posee un área de 388.43 km² y se encuentra dividido en 14 distritos. Limita al este con los cantones de Sarapiquí, Heredia, Belén y Santa Bárbara, al sur con Santa Ana y Mora, al oeste con Atenas, Grecia, Poás y Sarchí, y al norte con Cantón de Río Cuarto. Fue fundado el 7 de diciembre de 1848. Su cabecera es la ciudad de Alajuela.
El eje principal del cantón es la ciudad de Alajuela, la segunda ciudad más poblada del país después de la capital nacional, San José. En Alajuela se encuentra el principal aeropuerto de Costa Rica, el Aeropuerto Internacional Juan Santamaría, llamado de esta forma en honor al héroe nacional nacido en Alajuela. El cantón posee una economía basada en el comercio y los servicios. En lo agrícola, se produce café y caña de azúcar principalmente. La mayoría de la producción de ganado de engorde y de leche tiene lugar en las regiones vecinas al cantón. Alajuela es asiento de industrias, empresas manufactureras, cooperativas y zonas francas. También es centro de actividades recreativas, turísticas, deportivas y culturales.
Alajuela es puerta de acceso a dos de los más importantes parques nacionales del país: los volcanes Poás y Arenal.

## Historia
La Constitución Política de Costa Rica de 1949, en el artículo 8° estableció por primera vez las denominaciones de Provincia de Alajuela, Cantón de Alajuela y Distrito de Alajuela.
De conformidad con la anterior disposición, en la Ley n.º 36 del 7 de diciembre del mismo año, en el artículo 8°, se creó Alajuela como cantón número uno de la provincia del mismo nombre, con seis distritos parroquiales.
En 1958 se inauguró el Aeropuerto Internacional del Coco, y rebautizado Aeropuerto Internacional Juan Santamaría en 1971. Fue renovado en los primeros años del siglo XXI, pues el edificio anterior no daba abasto con las exigencias y el volumen de pasajeros que estaba llegando al país. La transformación estuvo a cargo del arquitecto costarricense Javier Rojas.

## Geografía
Cantón de Alajuela cuenta con un área de 391,62 km² y una altitud media de 942 m s. n. m.
La anchura máxima es de cincuenta y nueve kilómetros, en dirección noreste a suroeste, desde la intersección de la línea imaginaria límite con la Provincia de Heredia, en el Río Sardinal, a unos 3200 metros al norte del poblado Bajo Latas, en el distrito de Sarapiquí, hasta la confluencia de los Ríos Virilla y Grande. 

## Distritos
El cantón central de Alajuela se compone de los siguientes distritos:
1. Alajuela
2. San José
3. Carrizal
4. San Antonio
5. La Guácima
6. San Isidro
7. Sabanilla
8. San Rafael
9. Río Segundo
10. Desamparados
11. Turrúcares
12. Tambor
13. La Garita
14. Sarapiquí

## Demografía
Para el año 2022, Cantón de Alajuela cuenta con una población estimada de 322 143 habitantes, y para el último censo efectuado, en 2011, Cantón de Alajuela contaba con una población de 254 886 habitantes.
De acuerdo con el Censo Nacional de 2011, la población del cantón era de 254 886 habitantes, de los cuales el 10,1 % había nacido en el extranjero. El mismo censo indicó la existencia de 72 031 viviendas ocupadas, de las cuales el 68,9 % se encontraba en buen estado, mientras que el 4,3 % presentaba condiciones de hacinamiento. El 88,0 % de los habitantes residía en áreas urbanas.
Entre otros datos, el nivel de alfabetismo del cantón es del 98,2 %, con una escolaridad promedio de 8,7 años.
Para el año 2012 presentaba un alto índice de desarrollo humano (0.749) según el Programa de las Naciones Unidas para el Desarrollo.
El cantón de Alajuela es el segundo en población de Costa Rica. El 59 % afirma ser costarricense (ascendencia española o mestiza), el 23 % tiene ascendencia italiana, 11 % ascendencia brasileña, 7 % china y 5 % judía.[cita requerida]

## Economía
En la región donde se ubica se produce tradicionalmente café, azúcar y ganado para carne y leche, y Alajuela cumple un papel como centro de comercialización y distribución para estos productos.
También es un importante centro industrial con todas sus zonas francas, como el Coyol Free Zone & Business Park, el parque industrial más grande de Centroamérica. La principal industria de la ciudad son las fábricas de alta tecnología, como Boston Scientific, Hologic, Beam One, ST Jude Medical, MOOG, SENSIENT, y otras.
El Censo Nacional de 2011 detalla que la población económicamente activa se distribuye de la siguiente manera:
- Sector Primario: 5,8%
- Sector Secundario: 26,9%
- Sector Terciario: 67,3%

### Atracciones turísticas
En el centro de la ciudad, a la par del Parque de Alajuela, también conocido como "Parque de los Mangos", se encuentra la Catedral de Alajuela, cuya característica principal es su impresionante cúpula roja. Este parque es el sitio ideal para frecuentar y mezclarse con los habitantes locales, quienes frecuentan el parque especialmente en las tardes. 
Una cuadra más hacia el oeste del parque se encuentra el Mercado Central de Alajuela, un excelente sitio para sus compras. Al norte del Parque Central se encuentra el Museo Histórico Cultural Juan Santamaría. Este museo almacena muchos mapas históricos, artefactos y retratos de la campaña de 1856 - 1857, guerra contra los filibusteros. Más hacia el oeste se encuentran los terrenos del Rescate Wildlife Rescue Center (antes Rescate Animal Zoo Ave).

## Administración y política
Entre el 2006 y 2010 la alcaldesa fue Joyce Zürcher Blen (PLN), que fue desacreditada por la Contraloría General de la República a causa múltiples acusaciones de corrupción política y utilizar de manera inapropiada fondos públicos a través de su gestión.

## Infraestructura
La ciudad de Alajuela cuenta con seis grandes construcciones de gran valor arquitectónico: la Catedral de Alajuela, el edificio del Instituto de Alajuela, los antiguos cuarteles (actual sede del Museo Histórico Cultural Juan Santamaría), la casa del expresidente de Costa Rica, general Tomás Guardia Gutiérrez (1870-1882), el Palacio Municipal y el Teatro Municipal.

### Transporte
El cantón es atravesado por la Carretera Interamericana Norte, la ruta 27 San José - Caldera. A nivel de ferrovías el cantón es atravesado por dos líneas que hacen conjunción en el poblado de Ciruelas, la línea principal del ferrocarril al pacífico y el ramal del Ferrocarril Ciruelas - Alajuela y el ramal Alajuela - Heredia. Junto a Alajuela se encuentra el Aeropuerto Internacional Juan Santamaría, la terminal aérea más importante del país.